# Диршајд
Диршајд (њем. Dierscheid) општина је у њемачкој савезној држави Рајна-Палатинат. Једно је од 107 општинских средишта округа Бернкастел-Витлих. Према процјени из 2010. у општини је живјело 163 становника. Посједује регионалну шифру (AGS) 7231022.

## Географски и демографски подаци
Диршајд се налази у савезној држави Рајна-Палатинат у округу Бернкастел-Витлих. Општина се налази на надморској висини од 400 метара. Површина општине износи 2,4 km². У самом мјесту је, према процјени из 2010. године, живјело 163 становника. Просјечна густина становништва износи 67 становника/km².